# Geldstrafe (Österreich)
Die Geldstrafe ist in Österreich eine Sanktion, die entweder durch ein Strafgericht wegen einer Straftat oder durch eine Verwaltungsbehörde wegen einer Verwaltungsübertretung verhängt werden kann.

## Geldstrafe bei gerichtlich strafbaren Handlungen
Die Geldstrafe wird in Österreich nach Tagessätzen bemessen.

### Berechnung der Geldstrafe
Die Geldstrafe ergibt sich zum einen aus der Höhe des einzelnen Tagessatzes und zum zweiten der Anzahl der verhängten Tagessätze.
Die Höhe des einzelnen Tagessatzes bemisst sich nach den sozialen Verhältnissen (Einkünfte, Unterhalt etc.) des Täters und variiert zwischen 4 € und 5.000 €. Grundlage sind die wirtschaftlichen und persönlichen Verhältnisse des Täters (§ 19 StGB).
Über die Anzahl der verhängten Tagessätze entscheidet das Gericht im Rahmen der eigentlichen Strafzumessung. Es sind mindestens zwei Tagessätze zu verhängen. Die Höchstzahl wird durch den betreffenden Paragraphen festgelegt (z. B. Diebstahl: 360 Tagessätze).
Wie auch bei Freiheitsstrafe kann ein Teil der Geldstrafe, maximal die Hälfte, bedingt nachgesehen werden (§ 43a Abs. 1 StGB).

### Tilgung der Geldstrafe
Die Geldstrafe ist vorrangig durch Zahlung zu tilgen. Ist ein Verurteilter nicht in der Lage, die Geldstrafe in einem Betrag zu zahlen, so kann ihm auf Antrag eine Ratenzahlung gewährt werden. Die Höhe der jeweiligen Raten soll so bemessen sein, dass der Strafcharakter der Sanktion nicht verloren geht. Hinsichtlich der maximalen Dauer der Ratenzahlung gibt es keinen einheitlichen Maßstab. Verschlechtern sich die wirtschaftlichen Verhältnisse des Verurteilten wesentlich, so kann das Gericht den Tagessatz nachträglich senken (§ 31a StGB).
Ist ein Verurteilter aufgrund seiner wirtschaftlichen Verhältnisse nicht in der Lage, Zahlungen zu leisten, so kann ihm auf Antrag auch Tilgung durch gemeinnützige Tätigkeit ermöglicht werden. Diese Möglichkeit wurde 2008 durch das "Haftentlastungspaket" eingeführt. Ein Tagessatz entspricht 4 Stunden Arbeit.

### Ersatzfreiheitsstrafe
Kann die Geldstrafe nicht eingebracht werden, so tritt an ihre Stelle die Ersatzfreiheitsstrafe. Ein Tag Ersatzfreiheitsstrafe entspricht zwei Tagessätzen.

## Geldstrafe im Verwaltungsstrafrecht
Beim Verstoß gegen Verwaltungsvorschriften kann auf eine Verwaltungsstrafe erkannt werden. Diese besteht häufig in einer Geldstrafe, hat aber nicht die Wirkung einer Strafe im eigentlichen Strafrecht, sondern entspricht eher dem deutschen Bußgeld. Eine solche Geldstrafe beträgt mindestens 7 Euro (§ 13 des Verwaltungsstrafgesetzes). Die Höchststrafe ist dem jeweiligen Einzelgesetz zu entnehmen, gegen das verstoßen wurde.

### Ersatzfreiheitsstrafe
Kann die Verwaltungsstrafe nicht vollstreckt werden, so wird sie in eine Ersatzfreiheitsstrafe umgewandelt. Diese darf 6 Wochen nicht überschreiten (§ 16 des Verwaltungstrafgesetzes).